# Universitat de Granada
La Universitat de Granada (en castellà i oficialment Universidad de Granada) posseeix campus universitaris a les ciutats de Granada, Ceuta i Melilla. 2.500 alumnes europeus cada any converteixen aquesta universitat en el primer destí del programa Erasmus. Des de 2023 el seu rector és Pedro Mercado.

## Història
La universitat a la ciutat de Granada apareix l'any 1349, quan Yusuf I crea la Madraza de Granada. Aquest sultà també va construir el Palau de Comars i la Porta de l'Esplanada a l'Alhambra, sent una de les universitats més antigues del món. La Madraza es mantindria en funcionament fins a 1499, any en el qual el cardenal Cisneros, incomplint les Capitulacions que havien firmat Isabel de Castella i Ferran d'Aragó l'assaltà i destruí. Com a conseqüència d'aquest assalt la biblioteca de la Madraza va ser cremada a la plaça de Bib-Rambla. Aquesta crema va ser una de les més grans que s'han produït a Europa, ja que la cultura andalusa tenia un ample comerç del llibre i també una alta producció llibretera. L'edifici, una vegada que la universitat havia desaparegut, va ser donat per Ferran d'Aragó com a seu de l'Ajuntament. Fins a Carles V la ciutat de Granada no tornarà a comptar amb universitat, quan l'emperador Carlos visita el 1526 la ciutat i dota de nou Granada d'universitat.

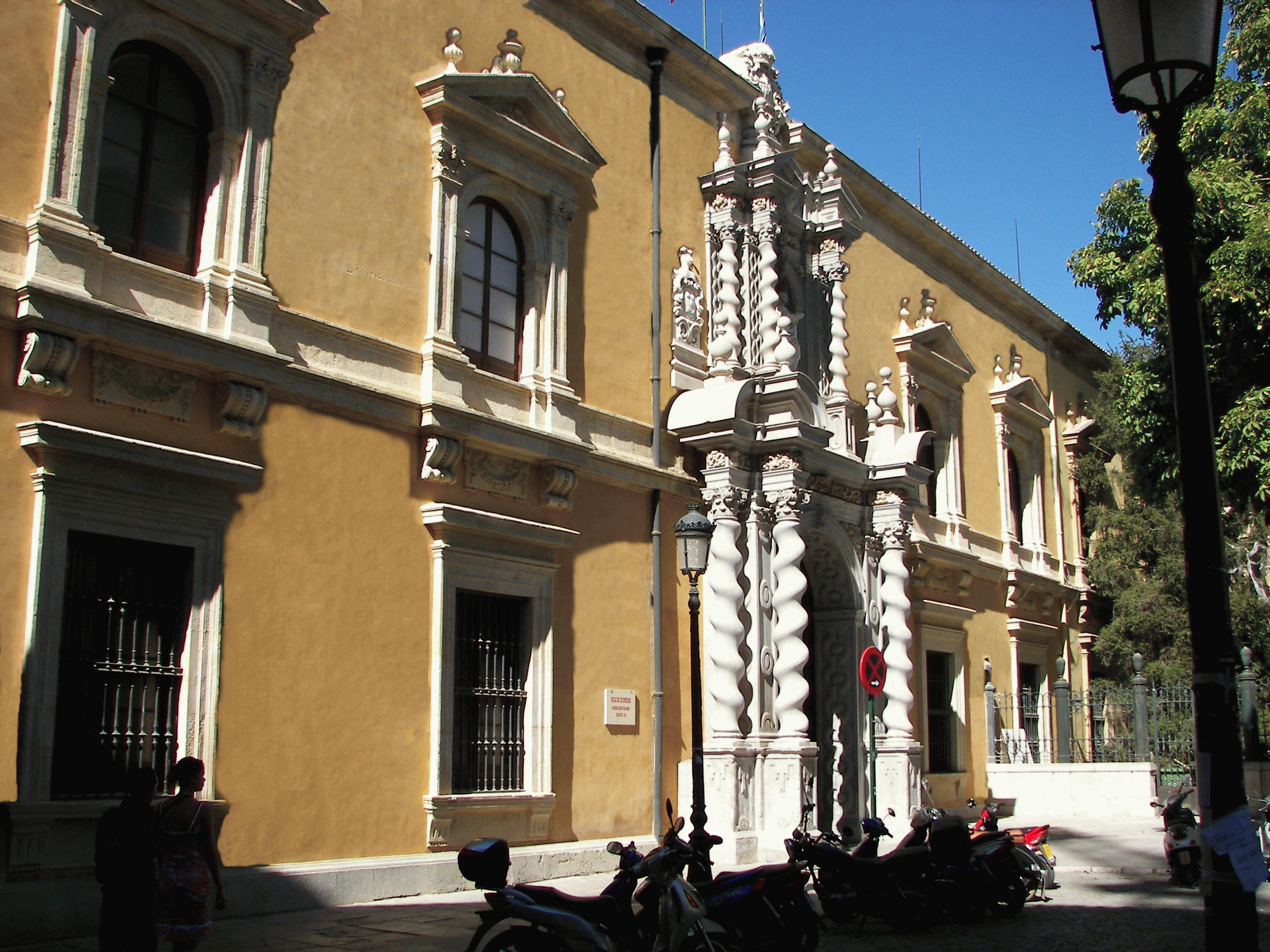
Entrada de la Facultat de Dret.

Granada, des dels seus orígens, havia estat íbera, romana i més tard jueva i islàmica. Capital de l'antic Regne Nazarita, Granada va ser l'última ciutat de la península Ibèrica conquerida als andalusos, el 1492. La conquesta castellana, encara que al principi va respectar les Capitulacions, a partir de 1499 va començar a incomplir-les, aquests incompliments arribarien al culmen amb la política del cardenal Cisneros, que va fer que els granadins es revoltessin. Cisneros va aprofitar aquesta situació per cremar biblioteques, intentant acabar amb la cultura andalusa i forçant-los a la conversió. Aquesta situació de gran tensió i espoliament cultural es veurà disminuïda amb Carles V, que reinstaura els estudis universitaris a la ciutat. La Universitat de Granada es va fundar en 1531, per iniciativa de l'emperador Carles V, mitjançant una butlla del Papa Climent VII. D'aquesta forma, Granada reafirmava la seva vocació de ciutat universitària oberta a la cultura, als pobles i a les creences.
Amb 475 anys de tradició, la Universitat de Granada ha estat testimoni singular de la història, mentre creixia la seva influència en l'entorn social i cultural de la ciutat fins a erigir-se, per dret propi, com a nucli intel·lectual i cultural al sud d'Espanya durant un període de gairebé cinc segles. En l'actualitat és una institució consolidada i compromesa amb el seu entorn, tal com es recull en la Llei de Reforma Universitària (LRU), que defineix les universitats com a centres al servei de la societat, a través de la investigació i la prestació de serveis. La Universitat de Granada ha afrontat en els últims anys, a l'empara de la LRU i l'autonomia universitària, el major creixement de la seva història, situant-la entre les primeres universitats espanyoles. Unes 70.000 persones estan relacionades directament amb la Universitat de Granada, entre alumnes professors i personal d'administració i serveis.

## Ciutat

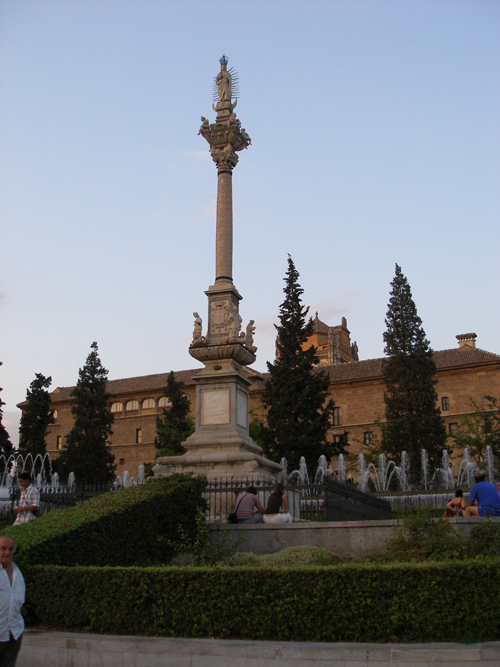
Vista de l' Hospital Real, la seu central de la Universitat, des de la Plaza del Triunfo.

Els centres i dependències universitàries es troben distribuïts en diferents llocs del nucli urbà de Granada, la qual cosa proporciona a la ciutat un estil universitari propi, doncs dels 270.000 habitants de la capital, 60.000 són estudiants universitaris. Però també Granada compleix altres condicions singulars: històricament és l'últim reducte de l'islam a l'Europa Occidental (L'Alhambra i el Generalife són mostres de l'esplendor d'aquesta civilització); Granada és igualment ciutat del Renaixement (l'Hospital Real o la Catedral són només exemples del bé conservat patrimoni històric granadí).
Parlar de Granada és, així mateix, parlar d'una geografia privilegiada, a mig camí entre el mar temperat i l'alta muntanya: a 60 minuts en automòbil de les platges granadines, a 75 minuts de Màlaga, i a 30 minuts de l'Estació d'Esquí de Sierra Nevada (3.400 metres d'altitud). La Universitat de Granada té a més sengles Campus Universitaris a les ciutats de Ceuta i Melilla, situades al nord d'Àfrica, que tenen la característica peculiar de presentar una important singularitat cultural, en virtut de la convivència de les diferents cultures que conformen la seva població.

## Universitat i investigació
La Universitat de Granada aposta pel seu futur a través del desenvolupament d'una investigació de qualitat. Insistir en les línies d'investigació obertes tradicionalment, recolzar decididament aquelles altres que, encara que menys desenvolupades, poden ser d'interès per a una societat en canvi i fer llaços d'unió amb les empreses i les institucions de l'entorn són els criteris que mouen l'activitat investigadora. Aquestes idees ofereixen fruits que han permès multiplicar els fons destinats a investigació, i obrir unes perspectives reals de futur que mai abans no havien existit. El creixement en producció científica manté a aquesta entre les primeres universitats espanyoles. Les creixents relacions amb empreses públiques i privades del país, a través de contractes d'investigació i de prestació de serveis, són garanties de futur.
En estreta relació amb el món de la investigació, esmentem les següents institucions pertanyents a la Universitat:
- 'OTRI' (Oficina de transferència d'investigació): L'Oficina de Transferència d'Investigació de la Universitat de Granada és l'organisme responsable de promoure i gestionar les relacions de la Universitat amb el món de l'empresa. L'Agència és un servei públic especialitzat a canalitzar les demandes de l'Empresa cap a la Universitat i la transferència de coneixements innovadors cap al sector productiu de l'economia.

- 'El Centre d'Instrumentació Científica' (http://cic.ugr.es): ofereix diversos serveis de suport a la investigació, orientats especialment a les disciplines experimentals, tècniques i de la salut: serveis d'animals d'experimentació, datació radiomètrica i geologia isotòpica, determinació d'estructures, microscopía, tractament de la imatge, biologia fonamental, etc.

- 'Instituts Universitaris d'Investigació': la Universitat de Granada desenvolupa tasques d'investigació mitjançant onze Instituts que s'ocupen de l'estudi de diferents matèries: CSIC-Universitat de Granada, Institut Andalús de Geofísica i Prevenció de Desastres Sísmics, Institut Andalús Interuniversitari de Criminologia, Institut de Biotecnologia, Institut "Carlos I" de Física Teòrica i Computacional, Institut de l'Aigua, Institut de Desenvolupament Regional, Institut de Neurociències "Federico Olóriz", Institut de Nutrició i Tecnologia d'Aliments, Institut Universitari d'Estudis de la Dona, Institut Universitari de la Pau i els Conflictes.

## Relacions Internacionals
La Universitat de Granada participa activament en els programes universitaris de la Unió Europea, tant en mobilitat de professorat i d'estudiants com d'investigació. Es tracta de programes dirigits a països de la mateixa UE i a altres àrees geogràfiques (Amèrica Llatina, Europa de l'Est, Nord d'Àfrica, EUA, Canadà, etc.). A través d'acords bilaterals o de convenis específics entre grups d'universitats, es ve col·laborant tradicionalment amb universitats de les àrees geogràfiques descrites, a més del Japó, Xina, Israel, Austràlia, estats asiàtics de l'ex-URSS, Palestina, etc. Associacions d'universitats com el Grup Coïmbra, l'AUIP, ISTEC o ATEI són només alguns dels exemples dels marcs de col·laboració. Si bé són tres les àrees de cooperació més intenses òbvies per a un estat com Espanya i una Universitat de la tradició de Granada, la Unió Europea, Amèrica Llatina i el Magrib, no són menys importants per a Granada les línies de col·laboració obertes amb els països abans citats. Com a resultat de la cooperació descrita, la Universitat de Granada rep anualment més de 8.000 professors, estudiants i administradors d'universitats de tot el món, que assisteixen a cursos de llengua i cultura espanyola, a estudis reglats (al voltant d'un 5% de la matrícula), imparteixen docència o col·laboren amb grups d'investigació.